# アマドコロ
アマドコロ（甘野老、学名: Polygonatum odoratum var. pluriflorum）は、キジカクシ科アマドコロ属の多年草。広義には P. odoratum 全体を指す。日当たりのよい山野に生え、草丈50センチメートル前後で、長楕円形の葉を左右に互生する。春に、葉の付け根からつぼ形の白い花を垂れ下げて咲かせる。食用や薬用にもなる。変種に大型のヤマアマドコロ、オオアマドコロがある。

## 名称
和名アマドコロは、根茎の見た目がヤマノイモ科のトコロに似ており、甘みがあることが由来になっている。「トコロ」の語源についてはよくわかっていないが、ヤマノイモの仲間のオニドコロやハシリドコロのように、多肉の地下茎をもつ植物を指す名に使われている。
別名で、ジョウシュウアマドコロともよばれる。地方により、キツネノチョウチン、アマナ（甘菜）、イズイ、エミグサ、カラスユリ、キツネノマクラ、チョウチンバナ、ナルコ、ヘビスズラン、ヘビユリなどともよばれている。中国植物名は玉竹（ぎょくちく）。
花言葉は、「元気を出して」「心の痛みがわかる人」である。

## 分布・生育地
ヨーロッパ・東アジアに分布する。日本では、北海道、本州、四国、九州にかけて分布する。原野、丘陵、山麓、尾根筋などに群生して見られ、日当たりのよい山野などの草原や、林縁、落葉樹の木陰などに自生する。
栽培されることも多く、庭先や鉢植えなどで葉に斑入りの園芸種を見かける。栽培では、夏季は冷涼なところを好むことから、腐葉土で水はけをよくして半日陰の場所で育て、秋に根分けさせる。

## 形態・生態
多年草。地下には横走する多肉質の地下茎があり、浅く横に長く這い、伸びた先に花茎を立てる。地下茎（根茎）は円柱形でところどころには節があり、節間は長く細いひげ根が生える。
草丈は30 - 80センチメートルで、変種のオオアマドコロでは草丈1メートル、茎径1センチメートルにもなる。茎は地下茎の先端から毎年1本、毛筆を逆さにしたような芽を出して、少し斜めに立ち、4 - 6本の稜角（縦筋）があり、触ると少し角張った感じがする。少し紫褐色を帯びるものもある。茎から枝を出すことはない。葉は互生し、葉身はササに似た楕円形から幅広い長楕円形で両端がやや尖り、普通の緑のものと斑入りの園芸種がある。
花期は春から初夏（4 - 5月）ころ。各葉の付け根から1 - 2個の細い花柄を伸ばして、細長いつぼ型（鐘形）をした白色から緑白色の花を垂れ下げてつける。花は長さは2センチメートル (cm) 、6花被片が合体した筒状形で、合弁と花被の先に緑色の点がある。
果実は液果で、径1センチメートルほどの球形をしていて、花と同様に茎に下向きに垂れ下がる。果実の色は、夏から秋に暗緑色から青黒く熟す。種子は、楕円形や卵球形で大きめのへそが目立ち、色は茶褐色をしている。種子は低温にあたることで休眠状態が打破されるため、一冬越すと翌春に芽生える。さらに、もう一冬を越さなければ、地上で葉を開いて生長することができない。

## 利用
初夏に花を下垂させて美しいことから、庭に植えて観賞用に栽培される。班入り葉の園芸種も作出されている。地方によってオオアマドコロやヤマアマドコロなどさまざまな種類があり、若い茎葉や花は食用に、根茎は食用と薬用に利用される。なめらかな舌触りと、特有の甘味がある美味しい山菜として知られている。

### 食用
若芽、花、地下茎が食用になる。春の若芽や地下茎には甘みがあり、山菜として食用にされる。若芽は、筆の先のように膨らんでいるものを利用する。根茎は栄養価が高く、昔は凶作時の救荒食物として利用された。
若芽の採取時期は、暖地で3 - 5月ごろ、寒冷地で4 - 5月が適期とされる。主に10センチメートルほどに伸びた若芽を地中部の白い部分から採取するか、10 - 20センチメートルほど伸びた芽を地上部で摘み取り、そのまま天ぷらにしたり、茹でてマヨネーズをつけて食べたり、和え物、おひたし、煮物、炒め物、汁の実などにする。花は初夏に摘み取って、軽く茹でて酢の物に利用したり、寒天寄せや花酒にもできる。若芽や花は灰汁が少なく、下ごしらえに軽く茹でて冷水に冷やして使い、塩漬け、ぬか漬けにして保存できる。
根茎は一年中利用できるが、特に晩秋（10月ごろ）が旬とされ、太った根を掘り取ってひげ根を取り除き、砂糖と醤油で甘く煮て食べたり、天ぷらやフライにすると美味とされる。また、根を刻んで天日で干してアマドコロ酒をつくる。

### 薬用
薬用部位となる根茎には配糖体のコンバラリン、粘液質のマンノースなどを含んでいる。マンノースには、胃や腸の粘膜を保護する作用や消炎作用があるほか、分解して体に吸収されると滋養になるといわれ、『本草綱目』（1578年）でも滋養強壮、消炎薬として紹介されている。
漢方では滋養強壮剤であるが、伝統的な漢方方剤ではあまり使われず、日本薬局方にも収録されていないが、かつては民間薬として利用された。地上部の茎葉が黄変して枯れはじめる10 - 11月ごろに地下茎を掘り上げて、ヒゲ根や茎を取り除いて水洗いし、きざんで天日乾燥させたものを萎蕤（いずい）、漢方では玉竹（ぎょくちく）ともいう生薬である。かつて滋養強壮に用いられていたが、現在ではあまり使われていない。咳や疲労倦怠にも効果があるとされ、1日量5 - 10グラムを600 ㏄で30分ほど半量になるまで煎じ、3回に分けて服用される。また、根茎を漬けた薬用酒も作られる。
打ち身、捻挫の薬として用いられることもあり、生の根茎をすり下ろしたものや、粉末または絞り汁は食酢と小麦粉を加えて練り合わせてペースト状にしたものをガーゼや布に伸ばして、湿布として利用した。

## 似た別の植物

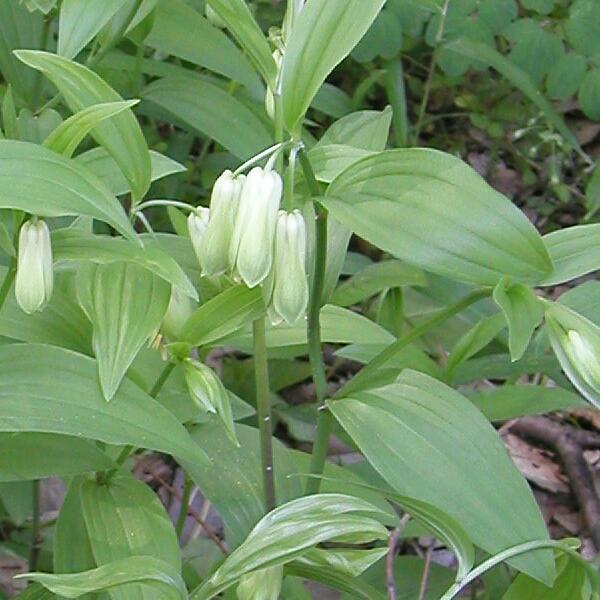
間違えやすい毒草のホウチャクソウ

若い芽生えの時期に似ている植物に、ナルコユリ（ユリ科）、オオナルコユリ（同）、ユキザサ（同）、ホウチャクソウ（イヌサフラン科）などがある。
同属のナルコユリ (Polygonatum falcatum) とよく似ているが、ナルコユリは花のつけ根に緑色の突起があるのに対し、アマドコロでは花と花柄のつなぎ目が突起状にならないことで区別がつく。また、ナルコユリの茎は円柱形であるが、アマドコロの茎では角張っている。花の数は多く、ナルコユリのほうは3個以上ずつ付くが、アマドコロは1 - 2個ずつ付けて垂れ下がる。
ナルコユリやユキザサはアマドコロと同じように食べることができ、茎に陵がなく、草丈が60 - 100センチメートルになる点で区別できる。
ホウチャクソウは若芽に有毒成分を含んでいる有毒植物である。若芽の見た目はアマドコロに似ているが、ホウチャクソウの根は毛根で、アマドコロには太い地下茎があるので区別できる。食用にはならず、地下茎がないこと、芽生えの葉の先に蕾が包まれていること、茎は枝を打つことなどの外見上の違いを見ることができる。また、ホウチャクソウは摘んだときに悪臭があるので、摘んだ時に臭いを確かめるのも大事だと言われている。